# Algorytm Pohliga-Hellmana
Algorytm Pohliga-Hellmana – algorytm kryptograficzny, wykorzystujący do szyfrowania i deszyfrowania wiadomości dwa różne, tajne klucze. Szyfr ten nie jest ani algorytmem symetrycznym, ponieważ do szyfrowania i deszyfrowania wykorzystuje dwa różne klucze, ani algorytmem asymetrycznym, ponieważ każdy klucz można łatwo obliczyć na podstawie drugiego (oba klucze muszą więc być tajne). W działaniu podobny jest do algorytmu RSA. Opatentowany w Stanach Zjednoczonych oraz Kanadzie.